# Mark Rudan
Mark Rudan (* 27. August 1975 in Sydney) ist ein ehemaliger australischer Fußballspieler.

## Karriere
Rudan begann seine Karriere 1993 bei Sydney United und spielte unter anderem auch bei Bankstown City FC und North West Sydney Spirit. 2000 unterschrieb er einen Vertrag beim deutschen Zweitligisten Alemannia Aachen. 2002 wechselte er zum chinesischen Nanjing Yoyo FC. 2003 kehrte er zu Sydney United zurück. Danach spielte er beim malaysischen Public Bank FC. 2005 wechselte er zum australischen Sydney FC und gewann er mit dem Verein den OFC Champions Cup 2005. Mit dem Verein wurde er 2005/06 australischer Meister. Von 2008 bis 2009 spielte er beim japanischen Zweitligisten Avispa Fukuoka und Liechtensteinen FC Vaduz. 2009 kehrte er nach Australien zurück und unterschrieb einen Vertrag bei Adelaide United.

## Erfolge
Sydney FC
- Australischer Meister: 2005/06